# Magnus Magnusson (comte)
Pour les articles homonymes, voir Magnusson.
Cet article concerne le noble écossais. Pour le journaliste islandais, voir Magnús Magnússon (journaliste).
Magnus (IV) Magnusson des Orcades (mort en 1284) fut comte des Orcades de la moitié du Caithness 1273 à 1284.

## Règne
Après la mort Magnus (III) Gibbonsson son fils Magnus (IV) Magnusson lui succède aux Orcades et dans sa moitié du Caithness. Son titre de Jarl lui est confirmé en 1276 par le roi Magnus VI de Norvège.
Comme comte de Caithness Magnus Magnusson est cité parmi les nobles qui reconnaissent lors de l'assemblée de Scone le 5 février 1283, la princesse Marguerite fille du roi Éric II de Norvège et de Marguerite d'Écosse comme héritière de son grand-père le roi Alexandre III d'Écosse.
Toutefois Magnus Magnusson meurt, sans doute encore jeune, l'année suivante selon les « Annales d'Islande » deux ans avant Alexandre III.
Magnus (IV) Magnusson a comme successeur son frère cadet Jean (II) Magnusson.